# Phil Jackson
Philip Douglas "Phil" Jackson (Deer Lodge, Montana, 17. rujna 1945.) umirovljeni je američki profesionalni košarkaš. Igrao je na poziciji niskog krila, a izabran je u 2. krugu (17. ukupno) NBA drafta 1967. od strane New York Knicksa. Ušao je u Kuću slavnih 2007. godine.
Svoju reputaciju jednog od najboljih trenera u povijesti NBA lige, stekao je tijekom svog rada u Chicago Bullsima. Kao trener, u Bullsima je proveo devet godina i osvojio nevjerojatnih šest naslova prvaka. Poslije Jordanovog umirovljenja, Jackson se također povukao. Nakon samo jedne sezone odsustva preuzima mladu i talentiranu momčad Los Angeles Lakersa predvođeni Shaquilleom O'Nealom i Kobeom Bryantom. Na klupi Lakersa proveo je pet sezona i osvojio tri naslova prvaka čime se izjednačio s još jednim velikim trenerom Redom Auerbachom. Nakon kraja sezone 2003./04. O'Neal je napustio Lakerse i time prekinuo vladavinu Lakersa. Jackson razočaran situacijom u klubu odluči otići s mjesta glavnog trenera. Međutim nakon jedne sezone stanke Jackson se vraća u potpuno novu momčad Lakersa sada predvođenu Kobeom Bryantom. Sezone su prolazile, a Lakersi su ispadali u prvom krugu doigravanja, sve do sjajne sezone 2007./08. i ulaska u NBA finale. U NBA finalu susreli su se s moćnim Boston Celticsima koji su oformili takozvani Big Three, te ih svladali u šest utakmica. U sezoni 2008./09. Lakersi su ostvarili prvo mjesto na Zapadu te prošli u NBA finale. U NBA finalu svladali su Orlando Magice i osvojili svoj 15. naslov prvaka. U sezoni 2009./10. Lakersi također ostvaruju prvo mjesto na Zapadu te treću godinu zaredom prolaze u NBA finale. U finalu su, uz male poteškoće, svaladali Celticse u sedam utakmica i osvojili 16. NBA naslov. Time je Jackson postao najtrofejniji trener u povijesti NBA lige s 11 osvojenih NBA prstena.

## Životopis

### Rani život
Jackson je rođen kao sin Elizabeth i Charlesa Jacksona u Deer Lodgeu u saveznoj državi Montani. Živio je u vrlo ograničenoj slobodi te je svoj prvi film pogledao tek kada je pohađao srednju školu. Jackson je pohađao srednju školu u Willistonu. Svoju srednjoškosku košarkašku momčad, odveo je do dva državna naslova prvaka te se osim bavljenja košarkom bavio i američkim nogometom, baseballom i atletikom. Poslije srednje škole Jackson se odlučio na pohađanje sveučilišta u Sjeverno Dakoti. Pomogao je momčadi doći do dva nastupa u NCAA natjecanju te se nakon završetka četvrte godine sveučilišta odlučio prijaviti na NBA draft.

### Igračka karijera
Izabran je kao 17. izbor NBA drafta 1967. od strane New York Knicksa. Bio je dobar all-around igrač s neoično dugačkim nogama. Bio je glavni igrač s klupe u pohodu na NBA naslov 1973. godine. Nakon drugog naslova, nekoliko se igrača Knicksa umirovilo, te je Jackson izborio mjesto u prvoj petorci. 1978. mijenjan je u New Jersey Netse gdje je 1980. godine i završio igračku karijeru.

### Trenerska karijera
Nakon nekoliko sezona stanke Jackson je započeo svoju trenersku karijeru u nižim međunarodnim ligama. Tijekom rada u nižoj američkoj ligi CBA odveo je Albany Patroons do njihovog prvog CBA naslova. U Puerto Ricu vodio je klubove Quebradillas Pirates i Isabela Fighting-Cocks. 

#### Chicago Bulls
1987. godine Jackson je imenovan pomoćnim trenerom Chicago Bullsa, da bi dvije godine kasnije postao i glavni trener momčadi. Sa svojom poznatom taktikom Jackson je vodio Bullse devet sezona i s njima osvojio šest NBA naslova. Svake godine osvarili su doigravanje, a samo tri puta nisu imali priliku ući u NBA finale (1990., 1994. i 1995.) U sezoni 1989./90. Bullsi su izgubili u konferencijskom finalu od kasnijih prvaka Detroit Pistonsa. Iduće sezone Bullsi su ostvarili omjer 61-21 te su se plasirali u NBA finale gdje su svladali Portland Trail Blazerse i osvojili svoj prvi NBA naslov u povijesti franšize. Osvajanje naslova ponovili su iduće dvije sezone pobijedivši u NBA finalima Los Angeles Lakerse i Phoenix Sunse. Nakon Jordanovog umirovljenja, Bullsi su oba puta došli do polufinala Istoka gdje su izgubili. U sezoni 1995./96. Jordan se vratio, a Jackson je svojom briljantnom taktikom i mudrošću odveo Bullse do najboljeg omjera u povijesti NBA lige 72-10 i do još jednog NBA naslova preko Seattle SuperSonicsa. Također i iduće dvije sezone Bullsi su osvajali NBA naslov i to oba puta preko Utah Jazza. Tijekom tog vremena Jackson i Jordan su razvili jedan od najboljih odnosa na relaciji trener-igrač. Međutim stalna prepucavanja s generalnim mendžerom Bullsa Jerryjem Krauseom, izmakla su kontroli. Krause mu je otvoreno rekao kako više neće biti trener Bullsa te kako je dvoličan i da nimalo ne cijeni svoje pomoćnike. Zbog toga se nakon sezone 1997./98. Jackson povukao i zarekao da se više neće baviti trenerskim poslom. 

#### Los Angeles Lakers
Nakon Bullsa i jedne godine stanke, Jackson je preuzeo mladu ali talentiranu momčad Los Angeles Lakersa. U prvoj sezoni, Lakersi su ostvarili omjer 67-15 i prvo mjesto na Zapadu. U finalu Zapadne konferencije svladali su Portland Trail Blazerse u sedam utakmica i ušli u NBA finale. U NBA finalu susreli su se s Indiana Pacersima i pobijedili ih u šest utakmica te osvojili prvi NBA naslov nakon 12 godina. Sa sjajnim dvojcem, Shaquilleom O'Nealom i Kobeom Bryantom, i ostatkom momčadi, Jackson je osvojio još dva NBA naslova preko Philadelphia 76ersa i New Jersey Netsa. 
U sezoni 2002./03. Lakersi su, zbog brojnih ozljeda i "kratke" klupe, ispali već u polufinalu doigravanja od kasnijih prvaka San Antonio Spursa. Tijekom sezone Jackson se sukobio s Bryantom zbog toga što on nije poštivao njegovu taktiku i zamisli, te je često njegov dobro poznati "napadački trojac" nazivao dosadnim. Iskušavao je Jacksonovo strpljenje svojim driblanjem i postizanjem koševa jedan na jedan te je jednom prilikom, isprovocirani, Jackson čak zatražio Bryantovu zamjenu koju je naravno uprava kluba odbila. U sezoni 2003./04. Lakersi su potpisali dva veterana, Garya Paytona i Karla Malonea, i odmah postali glavni kandidati za naslov. Međutim nije sve bilo tako sjajno jer su se u predsezonskom trening kampu sukobili Bryant i O'Neal. Unatoč tim problemima Lakersi su u finalu Zapada pobijedili Spurse i ostvarili još jedno NBA finale. U finalu susreli su se s Detroit Pistonsima koji su ih iznenađujuće lako svladali u pet utakmica i osvojili svoj treći naslov u povijesti franšize. 
18. lipnja 2004., samo tri dana nakon poraza u NBA finalu, uprava Lakersa objavila je vijest da je Jackson odlučio napustiti klupu Lakersa. U medijima se kao glavni razlog ostavke navodio Bryant i njegova neposlušnost, koju je uprava Lakersa demantirala. Te jeseni Jackson je objavio knjigu "The Last Season" u kojoj je opisao zadnju sezonu s Lakersima i odnos s Bryantom kojeg je opisao kao "igrača kojeg je nemoguće trenirati". Nakon Jacksonovog i O'Nealovog odlaska, Lakersi su počeli novu izgradnju oko, zvijezde kluba, Kobea Bryanta. Nakon uspjeha u prvom dijelu sezone 2004./05., zaredale su se ozljede, uključujući Bryanta i Odoma, te su Lakersi završili sezonu s razočaravajućim omjerom 34-48 i po prvi put u jedanaest godina propustili doigravanje. Jacksonov nasljednik na klupi Lakersa Rudy Tomjanovich sredinom sezone dao je ostavku zbog zdravstvenih problema te se ponovno počelo nagađati o mogućem Jacksonovom dolasku.
15. lipnja 2005. Jackson je ponovno preuzeo momčad Lakersa, ali ovaj puta kao osrednju ekipu u kojoj je jedina prava zvijezda upravo Kobe Bryant. Tijekom sezone odnos na relaciji Jackson-Bryant se popravljao te se upravo Kobe najviše zalagao za Jacksonov dolazak. U sezoni 2005./06. Jackson je Lakerse odveo do sedmog mjesta na Zapadu, ali su Lakersi ispali već u prvom krugu doigravanja od Phoenix Sunsa. Lakersi su vodili u seriji rezultatom 3-1 zahvaljujući Bryantovom pobjedničkom šutu u čevrtoj utakmici, međutim Sunsi su se oporavili i pobijedili u iduće tri utakmice i prošli u drugi krug. To je bilo prvi puta da je Jackson doživio neuspjeh već u prvom krugu doigravanja. Sljedeće sezone ponovno ispadaju već u prvom krugu doigravanja, da bi nakon dolaska Paua Gasola i povratnika Dereka Fishera konačno dobili momčad s kojom mogu računati na NBA naslov. 
Korak do naslova stigli su u sezoni 2007./08. kada su od njih u NBA finalu bili bolji Boston Celticsi u šest utakmica. U sezoni 2008./09. Lakersi su sezonu završili s omjerom 65-17 i zauzeli prvo mjesto na Zapadu. Lakersi su imali prilično lagan posao u NBA finalu nakon što su u finalu Istoka Cavalierse iznenadili Orlando Magici. U NBA finalu Lakersi su svladali Magice rezultatom 4-1 i osvojili svoj 15. NBA naslov, tj. četvrti pod vodstvom Phila Jacksona. Time je Jackson postao najtrofejniji trener u NBA povijesti s 10 NBA prstena prestigavši Reda Aurebacha koji ih posjeduje devet. 4. srpnja 2009. Jackson je nakon dužeg razmišljanja ipak pristao voditi Lakerse i u sezoni 2009./10. U novu, 2009./10., sezonu, na čelu s novim/starim trenerom, Lakersi su krenuli obraniti naslov osvojen sezonu prije. 3. veljače 2010. Jackson je ostvario svoju 534. pobjedu na klupi Lakersa, postavši time trener s najviše pobjeda u povijesti franšize. Dotadašnju prvu poziciju držao je Pat Riley s 533 pobjede. Lakersi su peti uzastopni put ostvarili doigravanje te su do finala došli preko Oklahoma City Thundera, Utah Jazza i Phoenix Sunsa. U finalu su ih čekali stari rivali Boston Celticsi. Uz ponešto poteškoća, Lakersi su ipak odnijeli pobjedu u sedam utakmica osvojivši tako 16. NBA naslov u povijesti franšize. Tom pobjedom Jackson je osvojio svoj jedanaesti NBA naslov u karijeri, tj. peti s Lakersima. 1. srpnja 2010. Jackson je, nakon konzultacija s liječnicima, pristao voditi Lakerse i u sezoni 2010./11. koja će, prema njegovim riječima, najvjerojatnije biti i posljednja na klupi Lakersa.

## NBA statistika
| Klub        | Godina    | Uta. | Pob.          | Izg. | Pob.–Izg.% | Završetak                | Uta. vodio | Uta. pob. | Uta. izg. | Rezultat                        |
| ----------- | --------- | ---- | ------------- | ---- | ---------- | ------------------------ | ---------- | --------- | --------- | ------------------------------- |
| Chicago     | 1989./90. | 82   | 55            | 27   | .671       | 2. u Centralnoj diviziji | 16         | 10        | 6         | Poraz u konferencijskom finalu  |
| Chicago     | 1990./01. | 82   | 61            | 21   | .744       | 1. u Centralnoj diviziji | 17         | 15        | 2         | Pobjeda u NBA finalu            |
| Chicago     | 1991./92. | 82   | 67            | 15   | .817       | 1. u Centralnoj diviziji | 22         | 15        | 7         | Pobjeda u NBA finalu            |
| Chicago     | 1992./93. | 82   | 57            | 25   | .695       | 1. u Centralnoj diviziji | 19         | 15        | 4         | Pobjeda u NBA finalu            |
| Chicago     | 1993./94. | 82   | 55            | 27   | .671       | 2. u Centralnoj diviziji | 10         | 6         | 4         | Poraz u polufinalu doigravanja  |
| Chicago     | 1994./95. | 82   | 47            | 35   | .573       | 3. u Centralnoj diviziji | 10         | 5         | 5         | Poraz u polufinalu doigravanja  |
| Chicago     | 1995./96. | 82   | 72            | 10   | .878       | 1. u Centralnoj diviziji | 18         | 15        | 3         | Pobjeda u NBA finalu            |
| Chicago     | 1996./97. | 82   | 69            | 13   | .841       | 1. u Centralnoj diviziji | 19         | 15        | 4         | Pobjeda u NBA finalu            |
| Chicago     | 1997./98. | 82   | 62            | 20   | .756       | 1. u Centralnoj diviziji | 21         | 15        | 6         | Pobjeda u NBA finalu            |
| -           | 1998./99. | -    | nije trenirao |      |            |                          |            |           |           |                                 |
| Los Angeles | 1999./00. | 82   | 67            | 15   | .817       | 1. u Pacifičkoj diviziji | 23         | 15        | 8         | Pobjeda u NBA finalu            |
| Los Angeles | 2000./01. | 82   | 56            | 26   | .683       | 1. u Pacifičkoj diviziji | 16         | 15        | 1         | Pobjeda u NBA finalu            |
| Los Angeles | 2001./02. | 82   | 58            | 24   | .707       | 2. u Pacifičkoj diviziji | 19         | 15        | 4         | Pobjeda u NBA finalu            |
| Los Angeles | 2002./03. | 82   | 50            | 32   | .610       | 2. u Pacifičkoj diviziji | 12         | 6         | 6         | Poraz u polufinalu doigravanja  |
| Los Angeles | 2003./04. | 82   | 56            | 26   | .683       | 1. u Pacifičkoj diviziji | 22         | 13        | 9         | Poraz u NBA finalu              |
| -           | 2004./05. | -    | nije trenirao |      |            |                          |            |           |           |                                 |
| Los Angeles | 2005./06. | 82   | 45            | 37   | .549       | 3. u Pacifičkoj diviziji | 7          | 3         | 4         | Poraz u prvom krugu doigravanja |
| Los Angeles | 2006./07. | 82   | 42            | 40   | .512       | 2. u Pacifičkoj diviziji | 5          | 1         | 4         | Poraz u prvom krugu doigravanja |
| Los Angeles | 2007./08. | 82   | 57            | 25   | .695       | 1. u Pacifičkoj diviziji | 21         | 14        | 7         | Poraz u NBA finalu              |
| Los Angeles | 2008./09. | 82   | 65            | 17   | .793       | 1. u Pacifičkoj diviziji | 23         | 16        | 7         | Pobjeda u NBA finalu            |
| Los Angeles | 2009./10. | 82   | 57            | 25   | .695       | 1. u Pacifičkoj diviziji | 23         | 16        | 7         | Pobjeda u NBA finalu            |
| Ukupno      |           | 1558 | 1098          | 460  | .705       |                          | 323        | 225       | 98        |                                 |

## Vanjske poveznice
- Profil na NBA.com
- Profil na Insidehoops.com
- Profil na Internet Movie Database
- Igrački profil  Arhivirana inačica izvorne stranice od 1. rujna 2010. (Wayback Machine) na Basketball-Reference.com
- Trenerski profil  Arhivirana inačica izvorne stranice od 29. ožujka 2010. (Wayback Machine) na Basketball-Reference.com